# Аврам Јанку
Аврам Јанку (рум. Avram Iancu; 1824 – 10. септембар 1872) је био румунски адвокат из Трансилваније који је имао важну улогу у локалним догађајима револуцији 1848−1849. у Аустрији. Био је нарочито активан у региону Тара Мотилор и планини Апусени. Због тога што је око себе окупио сељаке, као и због његове верности Хабзбурзима добио је надимак мали кнез планина.